# ネットワークコンピュータ
ネットワークコンピュータ（英: network computer, NC）は、オラクルの商標であり、1996年から2000年ごろまでサン・マイクロシステムズやエイコーン・コンピュータとの協業として策定・開発したディスクレス・デスクトップコンピュータ（または場合によってはセットトップボックス）およびその仕様を指す。ビジネス用途や一般消費者向けにこの設計を認知させるためのマーケティングにも「ネットワークコンピュータ」という用語が使われた（ただし、概念そのものは目新しいものではない）。

## 概要
シンクライアントの一種だが、ある程度の宣伝効果があったため、シンクライアントやディスクレス・デスクトップコンピュータと同義語として使われることもある。
NCにはインテルのCPUとマイクロソフトのソフトウェアが採用されていなかったため、NCによって彼らのデスクトップコンピュータ市場のシェアを奪われないよう、マイクロソフトとインテルは競合する標準 NetPC を開発した。
NCブランドは、主にデスクトップPCのレンジに対応し、ディスクレス設計と安価な部品やソフトウェアを使用することで様々な供給業者が一般的なファットクライアントであるPCよりも安価かつ操作が容易な製品として出荷することを意図したものだった。しかし、PC自体の価格が下がり、ディスクレス運用、シンクライアント、ハイブリッドクライアントとしてPCを使えるような選択肢も増えたため、NCブランドはオラクルのCEOラリー・エリソンが期待したような広がりを見せることなく、消えていった。

## 失敗の原因
ラリー・エリソンが予測した市場規模を全く達成できなかった要因はいくつかある。第一にPCの価格が急速に1000ドル未満になり、競争が非常に厳しくなった点である。第二にNC用ソフトウェアは円熟しておらず、オープンでもなかった。
第三にアイデアが若干時代に先行していた。NCが立ち上がった当時（1996年）、一般家庭のインターネット接続は28.8kbit/s程度のダイヤルアップ接続であった。この通信性能では、実行ファイルを転送するには不十分である。World Wide Web が主流になるのは1998年以降である。それ以前は（少なくともアメリカ以外では）インターネットサービスプロバイダが大々的に宣伝することはなく、インターネットに関する知識も限られていた。そのため、NCは一般に受け入れられず、単なるニッチなデバイスと見なされた。
結果としてNCの多くは単なる安価なX端末として使われた。

## NC 規格とドラフト
当初の標準である Network Computer Reference Profile (NCRP) によれば、NC を名乗るにはハードウェアとソフトウェア両面で以下のものを最低限サポートすることが規定されていた。
- ハードウェア
  - 画面の解像度はVGA以上
  - 何らかのポインティングデバイスを備えていること
  - 文字入力可能であること
  - 音声出力可能であること
- ソフトウェア
  - TCP/IPなどの通信プロトコル
  - WWW標準サポート（HTTP、HTML、Java）
  - 電子メール用プロトコル
  - マルチメディア・ファイルフォーマット（JPEGなど）
  - セキュリティ標準

最初のNCRPは1996年に策定されたもので、オラクル、サン、IBM、Apple、ネットスケープが策定に関与した。拡張標準には以下のようなものがある。
- Enterprise Network Computer Product Standard （1999年1月）
- Mobile Network Computing Reference Specification - ワーキングドラフトであって標準ではない（1999年3月）

## NC 実装例

### Acorn Network Computer
オラクルのリファレンス実装として、エイコーン・コンピュータが開発した。

### NetProducts NetStation
"NetStation" はイギリスの企業である NChannel による設計および商標。NChannel は後に2つに分裂し、NetChannel というインターネットサービスプロバイダと NetProducts という機器製造企業になった。NetProducts はエイコーンと共同で次世代製品 NetStation II と電子メールに特化したセットトップボックス TVemail を開発しようとした。しかし、どちらも完成することなく、1998年に NetProducts は清算された。

### Sun Microsystems JavaStation
サン・マイクロシステムズは、JavaOSとSPARCを使ったNCの一種である JavaStation を開発した。ディスクレスである以外は同社のワークステーションとよく似た設計だった。

### IBM Network Station
IBMもいくつかのNC機器を開発した。Network Station はNetBSDベースのNCOSをLANで接続したAS/400かPCサーバからブートする。ウェブブラウザなどの基本的アプリケーションをローカルに実行できると同時にXサーバ機能があり、X端末としても機能する。実際、アプリケーションがほとんどなかったため、X端末に多少機能が追加されたものという形だった。当初は PowerPC を使っていたが、最後の方の機種ではインテルのPentiumに切り替えた。

### Apple Netboot
1997年から2002年の当時ラリー・エリソンが取締役であったAppleは、Mac OS X Serverの機能としてbootpdを利用したNetBootを実装し、サーバ機としてXserve（2002〜2011年）を開発、販売した。関連項目に記載されている通り、ネットワークコンピュータとしてiMacが想定されていが、同時代の全てのMacintoshはNetBootでリッチクライアントとしての利用が可能になっている。